# عرفان داودی ایمان
عرفان داودی ایمان (زادهٔ 28 خرداد 1381در همدان) کاراته کا اهل ایران است. از افتخارات وی میتوان به دو قهرمانی آسیا رده سنی نوجوانان (2017 قزاقستان، 2018 ژاپن) و پنجمی نوجوانان جهان (2017 اسپانیا) اشاره کرد. وی موفق ترین کاراته کا ایرانی در وزن -63 کیلوگرم نوجوانان است.

## دستاوردها
| سال  | مسابقات             | محل برگزاری      | رتبه | رویداد         | رده سنی  | وزن         |
| ---- | ------------------- | ---------------- | ---- | -------------- | -------- | ----------- |
| 2017 | کاراته قهرمانی آسیا | آستانه- قزاقستان | اول  | کومیته انفرادی | نوجوانان | 63- کیلوگرم |
| 2017 | کاراته قهرمانی جهان | تنریف- اسپانیا   | پنجم | کومیته انفرادی | نوجوانان | 63- کیلوگرم |
| 2018 | کاراته قهرمانی آسیا | اوکیناوا- ژاپن   | اول  | کومیته انفرادی | نوجوانان | 63- کیلوگرم |

1. ↑  «WKF Ranking». setopen2.sportdata.org. دریافت‌شده در ۲۰۲۴-۰۱-۰۷.
2. 1 2  «قهرمان کاراته آسیا مورد استقبال قرار گرفت». پایگاه خبری جماران. ۲۰۲۴-۰۱-۰۷. دریافت‌شده در ۲۰۲۴-۰۱-۰۷.
3. 1 2  "第14回アジアシニア空手道手権大会及び第16回アジアジュニア&カデット、U-21空手道選手権大会 | 公益財団法人 全日本空手道連盟" (به ژاپنی). 2017-07-17. Retrieved 2024-01-07.
4. ↑  «17th AKF Cadet & Junior, U-21 Championships | JKFan» (به انگلیسی). دریافت‌شده در ۲۰۲۴-۰۱-۰۷.
5. 1 2  "第17回アジアジュニア&カデット、U-21空手道選手権大会 | 公益財団法人 全日本空手道連盟" (به ژاپنی). 2018-05-14. Retrieved 2024-01-07.
6. ↑  «AKF Junior Cadet U21 championships 2018 RESULT | ASIAN KARATE FEDERATION». asiankaratefederation.net. دریافت‌شده در ۲۰۲۴-۰۱-۰۷.
7. 1 2  «Erfan Davoudiiman (Karaté) : Palmarès et résultats». www.les-sports.info. دریافت‌شده در ۲۰۲۴-۰۱-۰۷.
8. ↑  www.irna.ir https://www.irna.ir/amp/84599792/. دریافت‌شده در ۲۰۲۴-۰۱-۰۷. پارامتر |عنوان= یا |title= ناموجود یا خالی (کمک)